# Danica McKellar
Danica Mae McKellar (La Jolla, 3 januari 1975) is een Amerikaans voormalig kindster, actrice en tegenwoordig ook schrijfster van populair-wetenschappelijke boeken over wiskunde. Ze speelde onder meer van 1988 tot en met 1993 in de televisieserie The Wonder Years als Winnie Cooper, de grote liefde van hoofdpersonage Kevin Arnold (Fred Savage). McKellar maakte in 1992 haar debuut op het witte doek als Lauren in Sidekicks.
McKellar is een dochter van Mahaila McKellar en Christopher McKellar, die eigenlijk niet acteren maar in de korte film Speechless... toch opduiken als de ouders van haar eigen personage. Haar anderhalf jaar jongere zusje Crystal speelt samen met haar in tien afleveringen van The Wonder Years (als Becky Slater) en verschijnt kort in haar film Hip, Edgy, Sexy, Cool.
Naast het acteren, studeerde McKellar wiskunde aan de UCLA, waarin ze in 1998 een Bachelor of Science behaalde. Later schreef ze op dit gebied onder meer de boeken Math Doesn't Suck: How to Survive Middle-School Math without Losing Your Mind or Breaking a Nail en Kiss My Math: Showing Pre-Algebra Who's Boss. Haar boeken zijn erop gericht om wiskunde toegankelijker te maken voor met name middelbareschoolleerlingen.
McKellar trouwde in maart 2009 met componist Mike Verta. Het huwelijk werd in 2013 ontbonden, waarna ze in 2014 trouwde met Scott Sveslosky.

## Filmografie
- Swing into romance (2023)
- Perfect Match (2015)
- Heatstroke (2008)
- Hack! (2007)
- Inspector Mom: Kidnapped in Ten Easy Steps (2007, televisiefilm)
- Inspector Mom (2006, televisiefilm)
- Bongee Bear and the Kingdom of Rhythm (2006, stem)
- Path of Destruction (2005, televisiefilm)
- Quiet Kill (2004)
- Intermission (2004)
- Raising Genius (2004)
- Hip, Edgy, Sexy, Cool (2002)
- The Year That Trembled (2002)
- Jane White Is Sick & Twisted (2002)
- Black Hole (2002)
- Reality School (2002)
- Sex and the Teenage Mind (2002)
- Speechless... (2001)
- XCU: Extreme Close Up (2001)
- Good Neighbor (2001)
- Justice for Annie: A Moment of Truth Movie (1996, televisiefilm)
- Moment of Truth: Cradle of Conspiracy (1994, televisiefilm)
- Sidekicks (1992)
- Camp Cucamonga (1990, televisiefilm)

## Televisieseries
*Exclusief eenmalige gastrollen
- How I Met Your Mother - Trudy (2005-2007, twee afleveringen)
- Inspector Mom - Maddie Monroe (2006-2007, tien afleveringen)
- Static Shock - Freida Goren (2000-2004, veertien afleveringen - stem)
- King of the Hill - Misty (2004, twee afleveringen - stem)
- The West Wing - Elsie Snuffin (2002-2003, acht afleveringen)
- The Wonder Years - Winnie Cooper (1988-1993, 83 afleveringen)

- Biblioteca Nacional de España: XX4785881
- Bibliothèque nationale de France: cb15984664x (data)
- International Standard Name Identifier: 0000 0001 1678 4522
- Library of Congress Control Number: n2007028381
- Nationale Bibliotheek van Israël: 987012500637905171
- Virtual International Authority File: 79244675
- WorldCat: E39PBJdx4W4PyrC97J8fPyH3cP